# Kirgiz labdarúgó-válogatott
A kirgiz labdarúgó-válogatott Kirgizisztán nemzeti csapata, amelyet a kirgiz labdarúgó-szövetség (oroszul: Федeрация Футбoлa Кыргыэcкoй Рeспyблики magyar átírásban: Federacija Futbola Kirgieckoj Reszpybliki) irányít.

## Története
A Szovjetunió felbomlása utáni első hivatalos mérkőzésüket Üzbegisztán ellen játszották Taskentben 1992. augusztus 23-án, ahol 3−0-ás vereséget szenvedtek. Az 1994-es világbajnokság selejtezőiben még nem indultak, viszont az 1998-as torna selejtezőiben viszont már részt vettek. Első világbajnoki selejtezőjüket 3−0-ra elveszítették Szíriával szemben, majd Irántól kaptak ki hazai pályán 7−0-ra. Ezt követően 2–1-re verték Szíriát, 3–1-es vereséget szenvedtek Irán ellen és 3–0-ra, illetve 6–0-ra legyőzték a Maldív-szigeteket. 1996 és 2015 között egyetlen Ázsia-kupára sem sikerült kijutniuk. 2019-ben részt vettek történetük első Ázsia-kupáján, ahol a csoportkörben Kína ellen 2–1-re elveszítették az első mérkőzésüket, majd ezt követte a Dél-Korea elleni 1–0-ás vereség. A Fülöp-szigeteket Vitalij Ljuksz mesterhármasával 3−1-re legyőzték a harmadik mérkőzésen, ezzel megszerezték első Ázsia-kupán aratott győzelmüket.  

## Nemzetközi eredmények

### Világbajnoki szereplés
| Év       | Eredmény                 | Hely                     | M                        | GY                       | D                        | V                        | RG                       | KG                       |
| -------- | ------------------------ | ------------------------ | ------------------------ | ------------------------ | ------------------------ | ------------------------ | ------------------------ | ------------------------ |
| 1930     | A Szovjetunió része volt | A Szovjetunió része volt | A Szovjetunió része volt | A Szovjetunió része volt | A Szovjetunió része volt | A Szovjetunió része volt | A Szovjetunió része volt | A Szovjetunió része volt |
| 1934     | A Szovjetunió része volt | A Szovjetunió része volt | A Szovjetunió része volt | A Szovjetunió része volt | A Szovjetunió része volt | A Szovjetunió része volt | A Szovjetunió része volt | A Szovjetunió része volt |
| 1938     | A Szovjetunió része volt | A Szovjetunió része volt | A Szovjetunió része volt | A Szovjetunió része volt | A Szovjetunió része volt | A Szovjetunió része volt | A Szovjetunió része volt | A Szovjetunió része volt |
| 1950     | A Szovjetunió része volt | A Szovjetunió része volt | A Szovjetunió része volt | A Szovjetunió része volt | A Szovjetunió része volt | A Szovjetunió része volt | A Szovjetunió része volt | A Szovjetunió része volt |
| 1954     | A Szovjetunió része volt | A Szovjetunió része volt | A Szovjetunió része volt | A Szovjetunió része volt | A Szovjetunió része volt | A Szovjetunió része volt | A Szovjetunió része volt | A Szovjetunió része volt |
| 1958     | A Szovjetunió része volt | A Szovjetunió része volt | A Szovjetunió része volt | A Szovjetunió része volt | A Szovjetunió része volt | A Szovjetunió része volt | A Szovjetunió része volt | A Szovjetunió része volt |
| 1962     | A Szovjetunió része volt | A Szovjetunió része volt | A Szovjetunió része volt | A Szovjetunió része volt | A Szovjetunió része volt | A Szovjetunió része volt | A Szovjetunió része volt | A Szovjetunió része volt |
| 1966     | A Szovjetunió része volt | A Szovjetunió része volt | A Szovjetunió része volt | A Szovjetunió része volt | A Szovjetunió része volt | A Szovjetunió része volt | A Szovjetunió része volt | A Szovjetunió része volt |
| 1970     | A Szovjetunió része volt | A Szovjetunió része volt | A Szovjetunió része volt | A Szovjetunió része volt | A Szovjetunió része volt | A Szovjetunió része volt | A Szovjetunió része volt | A Szovjetunió része volt |
| 1974     | A Szovjetunió része volt | A Szovjetunió része volt | A Szovjetunió része volt | A Szovjetunió része volt | A Szovjetunió része volt | A Szovjetunió része volt | A Szovjetunió része volt | A Szovjetunió része volt |
| 1978     | A Szovjetunió része volt | A Szovjetunió része volt | A Szovjetunió része volt | A Szovjetunió része volt | A Szovjetunió része volt | A Szovjetunió része volt | A Szovjetunió része volt | A Szovjetunió része volt |
| 1982     | A Szovjetunió része volt | A Szovjetunió része volt | A Szovjetunió része volt | A Szovjetunió része volt | A Szovjetunió része volt | A Szovjetunió része volt | A Szovjetunió része volt | A Szovjetunió része volt |
| 1986     | A Szovjetunió része volt | A Szovjetunió része volt | A Szovjetunió része volt | A Szovjetunió része volt | A Szovjetunió része volt | A Szovjetunió része volt | A Szovjetunió része volt | A Szovjetunió része volt |
| 1990     | A Szovjetunió része volt | A Szovjetunió része volt | A Szovjetunió része volt | A Szovjetunió része volt | A Szovjetunió része volt | A Szovjetunió része volt | A Szovjetunió része volt | A Szovjetunió része volt |
| 1994     | Nem indult               | Nem indult               | Nem indult               | Nem indult               | Nem indult               | Nem indult               | Nem indult               | Nem indult               |
| 1998     | Nem jutott be            | Nem jutott be            | Nem jutott be            | Nem jutott be            | Nem jutott be            | Nem jutott be            | Nem jutott be            | Nem jutott be            |
| 2002     | Nem jutott be            | Nem jutott be            | Nem jutott be            | Nem jutott be            | Nem jutott be            | Nem jutott be            | Nem jutott be            | Nem jutott be            |
| 2006     | Nem jutott be            | Nem jutott be            | Nem jutott be            | Nem jutott be            | Nem jutott be            | Nem jutott be            | Nem jutott be            | Nem jutott be            |
| 2010     | Nem jutott be            | Nem jutott be            | Nem jutott be            | Nem jutott be            | Nem jutott be            | Nem jutott be            | Nem jutott be            | Nem jutott be            |
| 2014     | Nem jutott be            | Nem jutott be            | Nem jutott be            | Nem jutott be            | Nem jutott be            | Nem jutott be            | Nem jutott be            | Nem jutott be            |
| 2018     | Nem jutott be            | Nem jutott be            | Nem jutott be            | Nem jutott be            | Nem jutott be            | Nem jutott be            | Nem jutott be            | Nem jutott be            |
| 2022     | Nem jutott be            | Nem jutott be            | Nem jutott be            | Nem jutott be            | Nem jutott be            | Nem jutott be            | Nem jutott be            | Nem jutott be            |
| Összesen | —                        | 0/7                      | –                        | –                        | –                        | –                        | –                        | –                        |

### Ázsia-kupa-szereplés
| Év       | Eredmény                 | Helyezés                 | M                        | Gy                       | D                        | V                        | RG                       | KG                       |
| -------- | ------------------------ | ------------------------ | ------------------------ | ------------------------ | ------------------------ | ------------------------ | ------------------------ | ------------------------ |
| 1956     | A Szovjetunió része volt | A Szovjetunió része volt | A Szovjetunió része volt | A Szovjetunió része volt | A Szovjetunió része volt | A Szovjetunió része volt | A Szovjetunió része volt | A Szovjetunió része volt |
| 1960     | A Szovjetunió része volt | A Szovjetunió része volt | A Szovjetunió része volt | A Szovjetunió része volt | A Szovjetunió része volt | A Szovjetunió része volt | A Szovjetunió része volt | A Szovjetunió része volt |
| 1964     | A Szovjetunió része volt | A Szovjetunió része volt | A Szovjetunió része volt | A Szovjetunió része volt | A Szovjetunió része volt | A Szovjetunió része volt | A Szovjetunió része volt | A Szovjetunió része volt |
| 1968     | A Szovjetunió része volt | A Szovjetunió része volt | A Szovjetunió része volt | A Szovjetunió része volt | A Szovjetunió része volt | A Szovjetunió része volt | A Szovjetunió része volt | A Szovjetunió része volt |
| 1972     | A Szovjetunió része volt | A Szovjetunió része volt | A Szovjetunió része volt | A Szovjetunió része volt | A Szovjetunió része volt | A Szovjetunió része volt | A Szovjetunió része volt | A Szovjetunió része volt |
| 1976     | A Szovjetunió része volt | A Szovjetunió része volt | A Szovjetunió része volt | A Szovjetunió része volt | A Szovjetunió része volt | A Szovjetunió része volt | A Szovjetunió része volt | A Szovjetunió része volt |
| 1980     | A Szovjetunió része volt | A Szovjetunió része volt | A Szovjetunió része volt | A Szovjetunió része volt | A Szovjetunió része volt | A Szovjetunió része volt | A Szovjetunió része volt | A Szovjetunió része volt |
| 1984     | A Szovjetunió része volt | A Szovjetunió része volt | A Szovjetunió része volt | A Szovjetunió része volt | A Szovjetunió része volt | A Szovjetunió része volt | A Szovjetunió része volt | A Szovjetunió része volt |
| 1988     | A Szovjetunió része volt | A Szovjetunió része volt | A Szovjetunió része volt | A Szovjetunió része volt | A Szovjetunió része volt | A Szovjetunió része volt | A Szovjetunió része volt | A Szovjetunió része volt |
| 1992     | Nem tagja az AFC-nek     | Nem tagja az AFC-nek     | Nem tagja az AFC-nek     | Nem tagja az AFC-nek     | Nem tagja az AFC-nek     | Nem tagja az AFC-nek     | Nem tagja az AFC-nek     | Nem tagja az AFC-nek     |
| 1996     | Nem jutott be            | Nem jutott be            | Nem jutott be            | Nem jutott be            | Nem jutott be            | Nem jutott be            | Nem jutott be            | Nem jutott be            |
| 2000     | Nem jutott be            | Nem jutott be            | Nem jutott be            | Nem jutott be            | Nem jutott be            | Nem jutott be            | Nem jutott be            | Nem jutott be            |
| 2004     | Nem jutott be            | Nem jutott be            | Nem jutott be            | Nem jutott be            | Nem jutott be            | Nem jutott be            | Nem jutott be            | Nem jutott be            |
| 2007     | Nem indult               | Nem indult               | Nem indult               | Nem indult               | Nem indult               | Nem indult               | Nem indult               | Nem indult               |
| 2011     | Nem jutott be            | Nem jutott be            | Nem jutott be            | Nem jutott be            | Nem jutott be            | Nem jutott be            | Nem jutott be            | Nem jutott be            |
| 2015     | Nem jutott be            | Nem jutott be            | Nem jutott be            | Nem jutott be            | Nem jutott be            | Nem jutott be            | Nem jutott be            | Nem jutott be            |
| 2019     | Nyolcaddöntő             | 15.                      | 4                        | 1                        | 0                        | 3                        | 6                        | 7                        |
| 2023     | Bejutott                 | Bejutott                 | Bejutott                 | Bejutott                 | Bejutott                 | Bejutott                 | Bejutott                 | Bejutott                 |
| Összesen | Nyolcaddöntő             | 2/8                      | 4                        | 1                        | 0                        | 3                        | 6                        | 7                        |

## AFC-kihíváskupa-szereplés
- 2006 – Elődöntő.

## Szövetségi kapitányok
| Név                | Időszak                         |
| ------------------ | ------------------------------- |
| Meklis Kosalijev   | 1992. augusztus – 1996. február |
| Jevgenyij Novikov  | 1997. június – 2001. február    |
| Nematyan Zakirov   | 2003. március – 2008. május     |
| Borisz Podkoritov  | 2006. július – 2006. december   |
| Nematyan Zakirov   | 2007–2008                       |
| Anarbek Ormonbekov | 2009–                           |

## Jelenlegi keret
| No. | P. | Név                     | Születési dátum (Kor) | Vál. | Gól. | Jelenlegi klub           |
| --- | -- | ----------------------- | --------------------- | ---- | ---- | ------------------------ |
| 1   | K  | Makszim Agapov          | ?                     | ?    | ?    | Abdis-Ata Kant           |
| 16  | K  | Vlagyiszlav Volkov      | 1980. augusztus 15.   | ?    | ?    | Dordoj-Dynamo Narin      |
| 13  | V  | Igor Kudrenko           | 1978. november 13.    | ?    | ?    | Dordoj-Dynamo Narin      |
| 2   | V  | Vjacseszlav Amin        | 1976. december 10.    | 23   | 1    | Abdis-Ata Kant           |
| 3   | V  | Talant Szamszalijev     | 1980. április 27.     | ?    | ?    | Dordoj-Dynamo Narin      |
| 4   | V  | Ruszlan Szidikov        | 1975. január 4.       | 27   | 0    | Dordoj-Dynamo Narin      |
| 5   | V  | Szergej Knyazev         | 1981. január 1.       | ?    | ?    | Dordoj-Dynamo Narin      |
| 25  | V  | Davron Aszkarov         | 1988. január 6.       | ?    | ?    | Toulouse FC              |
| 28  | V  | Artem Mulagyanov        | ?                     | ?    | ?    | ?                        |
| 7   | KP | Ajbek Bokojev           | 1976. június 21.      | ?    | ?    | Dordoj-Dynamo Narin      |
| 8   | KP | Vagyim Harcsenko        | 1984. május 28.       | 14   | 0    | Dordoj-Dynamo Narin      |
| 10  | KP | Ruszlan Gyamszidov      | 1979. augusztus 22.   | ?    | ?    | SKA-Soro Biskek          |
| 15  | KP | Roman Ablakimov         | ?                     | ?    | ?    | Dordoj-Dynamo Narin      |
| 17  | KP | Bakitbek Mamatov        | ?                     | ?    | ?    | Zastik Ak Altin Kara-Szú |
| 18  | KP | Valerij Berezovszkij    | 1975. július 23.      | ?    | ?    | Dordoj-Dynamo Narin      |
| 19  | KP | Timur Valijev           | 1984. július 27.      | ?    | ?    | SKA-Soro Biskek          |
| 21  | KP | Rusztamjan Zakirov      | ?                     | ?    | ?    | Abdis-Ata Kant           |
| 23  | KP | Pavel Szidorenko        | ?                     | ?    | ?    | ?                        |
| 9   | CS | Csolponbek Eszenkul Úlu | 1986. január 15.      | 5    | 1    | Abdis-Ata Kant           |
| 12  | CS | Ildar Amirov            | 1987. október 9.      | 2    | 0    | Dordoj-Dynamo Narin      |
| 14  | CS | Almazbek Mirzalijev     | 1987. június 10.      | ?    | ?    | Dordoj-Dynamo Narin      |
| 20  | CS | Hursil Lutfullajev      | ?                     | ?    | ?    | Abdis-Ata Kant           |
| 24  | CS | Roman Kornyilov         | 1981. március 30.     | ?    | ?    | Dordoj-Dynamo Narin      |

1. ↑  The FIFA/Coca-Cola World Ranking. FIFA
2. ↑  World Football Elo Ratings. eloratings.net